# Frank Guinta
Frank Christopher Guinta (ur. 26 września 1970) – amerykański polityk, członek Partii Republikańskiej i były kongresman ze stanu New Hampshire (w latach 2011-2013 oraz 2015-2017). Reprezentował okręg nr 1 w wyborach do Izby Reprezentantów USA w tym stanie. 